# Twardziak tygrysi

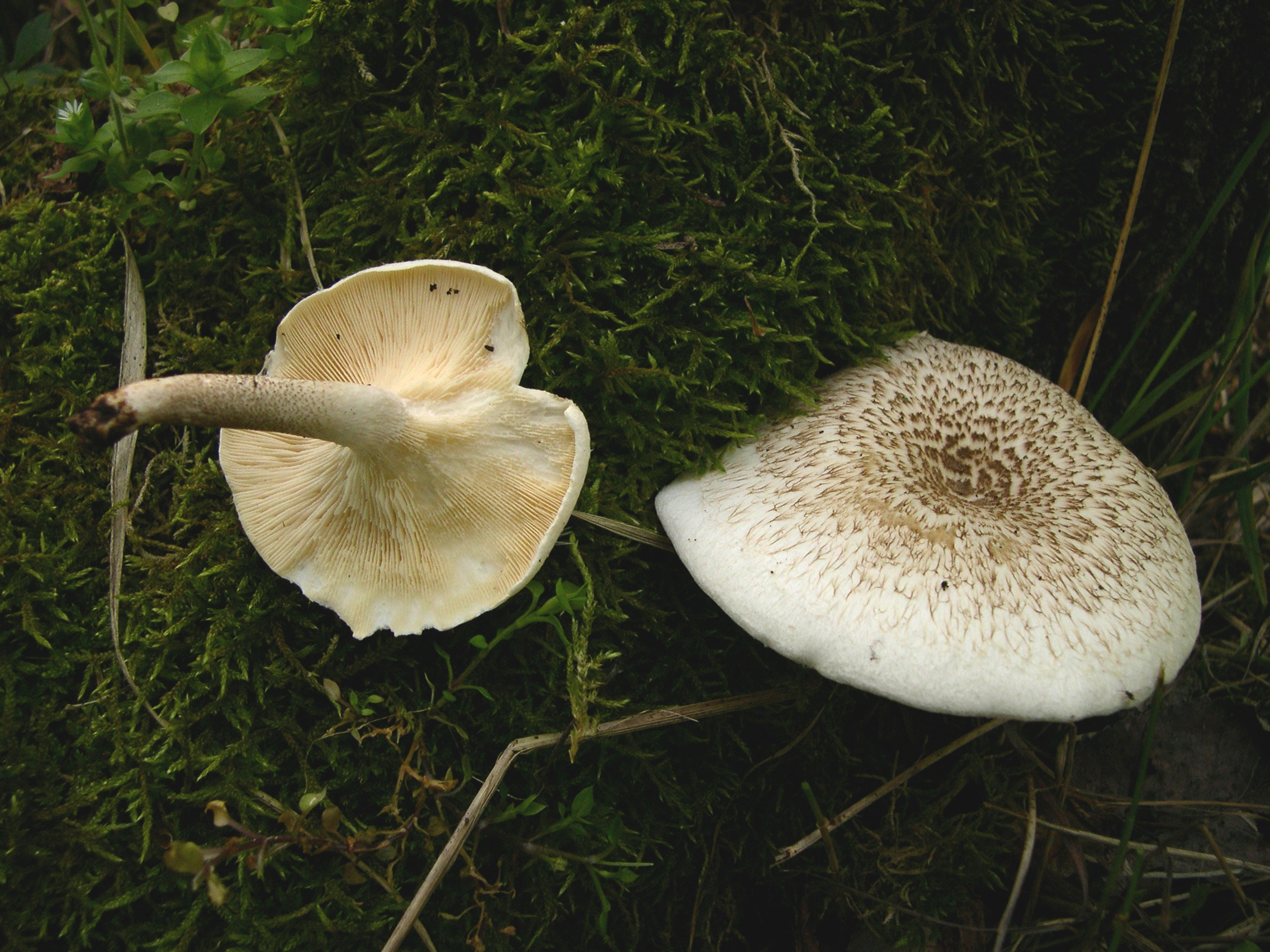

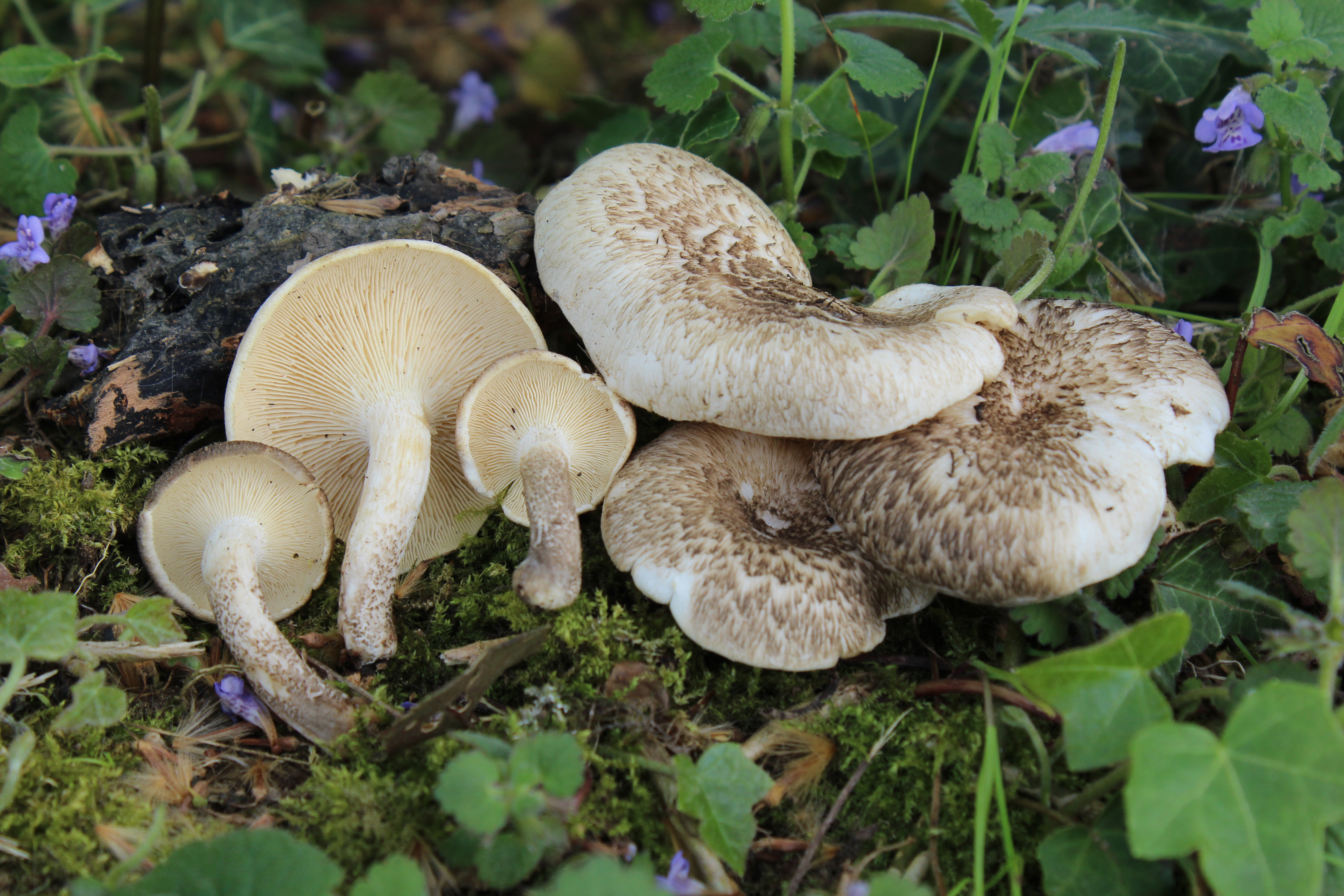

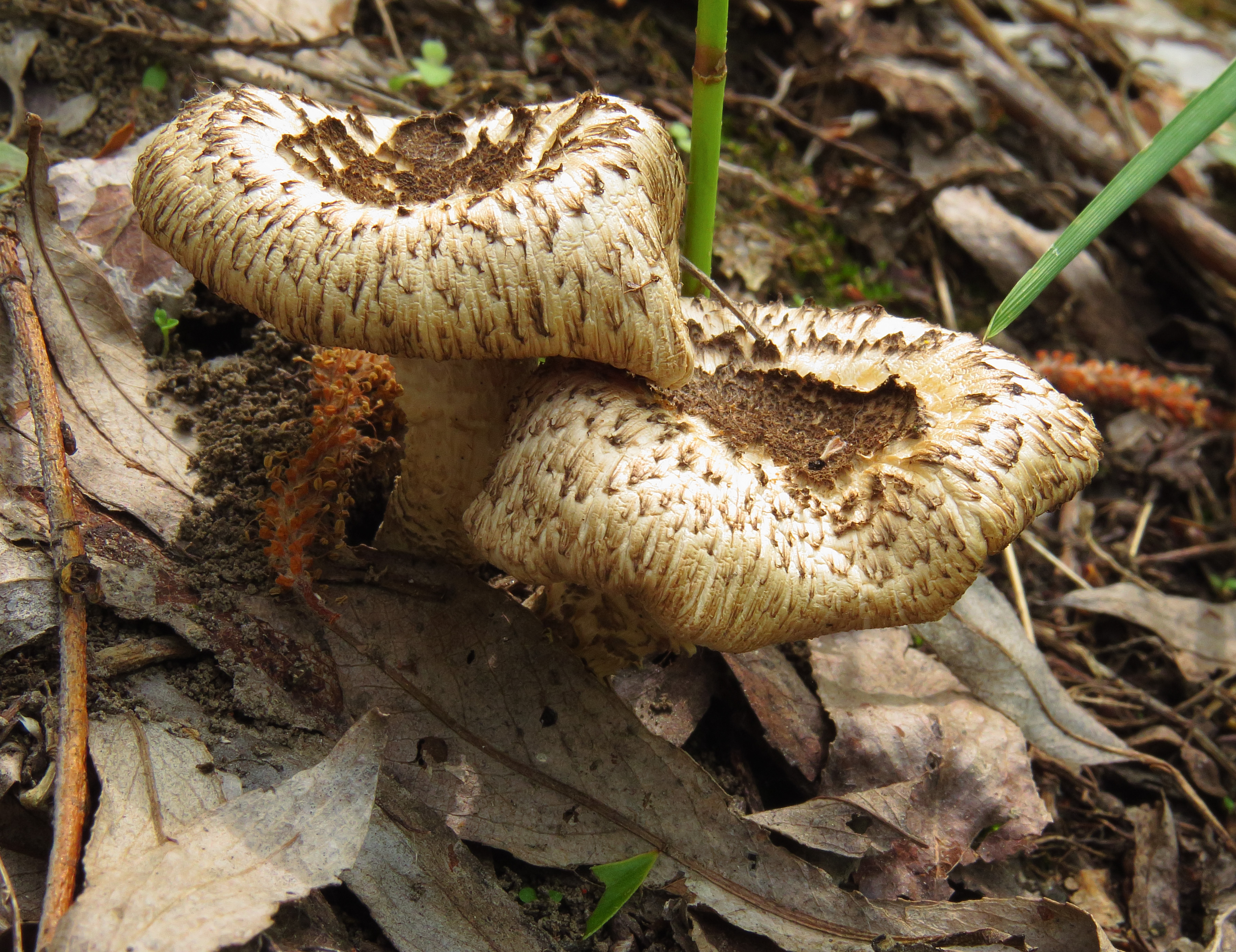

Twardziak tygrysi (Lentinus tigrinus (Bull.) Fr.) – gatunek grzybów z rodziny żagwiowatych (Polyporaceae).

## Systematyka i nazewnictwo
Pozycja w klasyfikacji według Index Fungorum: Neolentinus, Polyporaceae, Polyporales, Incertae sedis, Agaricomycetes, Agaricomycotina, Basidiomycota, Fungi.
Po raz pierwszy takson ten zdiagnozował w 1782 r. Jean Baptiste Bulliard nadając mu nazwę Agaricus tigrinus. Obecną, uznaną przez Index Fungorum nazwę nadał mu w 1825 r. Elias Fries, przenosząc go do rodzaju Lentinus.
Synonimy:

- Agaricus dunalii DC. 1815
- Agaricus dunalii var. dichotomus Brond. ex Pers. 1828
- Agaricus dunalii DC. 1815 var. dunalii
- Agaricus tigrinus Bull. 1782
- Clitocybe tigrina (Bull.) P. Kumm. 1871
- Lentinus dunalii (DC.) Fr. 1825
- Lentinus fimbriatus Curr. 1863
- Lentinus tigrinus (Bull.) Fr. 1825 f. tigrinus
- Lentinus tigrinus var. dunalii (DC.) Rea 1922
- Lentinus tigrinus var. dunalii (DC.) Romagn. ex Bon 1985
- Lentinus tigrinus (Bull.) Fr. 1825 var. tigrinus
- Omphalia tigrina (Bull.) Gray 1821
- Panus tigrinus (Bull.) Singer 1951
- Pleurotus tigrinus (Bull.) Kühner 1980
- Pocillaria dunalii (DC.) Kuntze 1891
- Pocillaria fimbriata (Curr.) Kuntze 1891
- Pocillaria tigrina (Bull.) Kuntze 1891
- Polyporus gerdai D. Krüger 2004

Polską nazwę nadał mu Władysław Wojewoda w 1998 r. W polskim piśmiennictwie mykologicznym gatunek ten opisywany był również jako skórzak pstrokaty i łyczak pstrokaty (F. Błoński 1888, 1889), łuszczak pstrokaty (F. Błoński, 1896), łyczak pstry, łyczak pstrokaty (J. Chełchowski 1898), łyczak tygrysowaty (Zaleski i in. 1948), boczniak pstrokaty (S. Domański 1955), łyczak tygrysowy (B. Gumińska i W. Wojewoda, 1983).

## Morfologia
Kapelusz
Średnica 2–9 cm, za młodu łukowaty, potem wgłębiony, na koniec lejkowaty. Powierzchnia w stanie suchym o barwie jednolicie siwobrązowej, oliwkowobrązowej lub czarniawej. U starszych okazów skórka pęka, wskutek czego powstają koncentrycznie ułożone poletka kontrastujące z białym, lub kremowoochrowym tłem.
Blaszki
Szerokie, gęste, głęboko zbiegające na trzon. Mają delikatnie ząbkowane ostrza. Początkowo są białawe, potem kremowe, na koniec żółtawe.
Trzon
Wysokość 3–7 cm, grubość 4–8 mm, kształt walcowaty. Jest centralny lub ekscentryczny, łuskowaty, w górnej części białawy, w środku żółtawy, u nasady siwobrązowy. Czasami posiada w górnej części błoniasty pierścień, jednak z reguły szybko zanikający.
Miąższ
Biały lub żółtawy, sprężysty, a u dojrzałych owocników sprężysto-skórzasty. Smak niewyraźny, zapach intensywny.

## Występowanie i siedlisko
Jest szeroko rozprzestrzeniony w Ameryce Północnej, Europie i Azji. Na półkuli południowej notowany tylko w Urugwaju i na wyspie Zachodnia Karolina w Oceanii. W Europie Środkowej jest pospolity na niżu, gdzie indziej jednak rzadki. W piśmiennictwie naukowym na terenie Polski podano wiele jego stanowisk, jednak jest rzadki. Znajduje się na Czerwonej liście roślin i grzybów Polski. Ma status R – gatunek potencjalnie zagrożony z powodu ograniczonego zasięgu geograficznego i małych obszarów siedliskowych.
Saprotrof występujący na martwym drewnie w lasach, parkach, przy drogach. Rozwija się na opadłych gałęziach, pniakach i martwych pniach drzew liściastych, zwłaszcza olszy szarej, brzóz, wiśni, jabłoni domowej, topoli, wierzb, dębów i wiązów. Owocniki wytwarza od kwietnia do października.